# Schinderhannespfad (Hunsrück)
Der Schinderhannespfad im Hunsrück in Rheinland-Pfalz ist ein Wanderweg, der von Kastellaun über Simmern nach Gemünden verläuft. Er wurde 2013 von der Hunsrück-Touristik als Verbindung zwischen Saar-Hunsrück-Steig und Soonwaldsteig eröffnet. Der Wanderweg ist vom Deutschen Wanderinstitut als Premiumwanderweg zertifiziert, hat eine Länge von 37 Kilometern und überwindet insgesamt 930 Höhenmeter.

## Verlauf
Der Schinderhannespfad hat als Start- oder Zielort den Busbahnhof von Kastellaun. Wenn man dem Wanderweg in Nord-Süd-Richtung folgt, verläuft er zunächst in südöstliche Richtung nach Laubach und dann nach Süden durch das Külzbachtal über Neuerkirch und Kümbdchen nach Simmern. Anschließend folgt der er dem Tal des Simmerbachs über Ohlweiler, Belgweiler und Ravengiersburg nach Gemünden.

### Etappen
Für die gesamte Strecke des Schinderhannespfads werden zwei etwa gleich lange Etappen vorgeschlagen. Die folgenden Etappenvorschläge gelten ab Kastellaun in Nord-Süd-Richtung.
| Nr. | von              | bis                 | Länge (km) |
| --- | ---------------- | ------------------- | ---------- |
| 1   | Kastellaun       | Simmern/Hunsrück    | 19         |
| 2   | Simmern/Hunsrück | Gemünden (Hunsrück) | 18         |

## Sehenswürdigkeiten

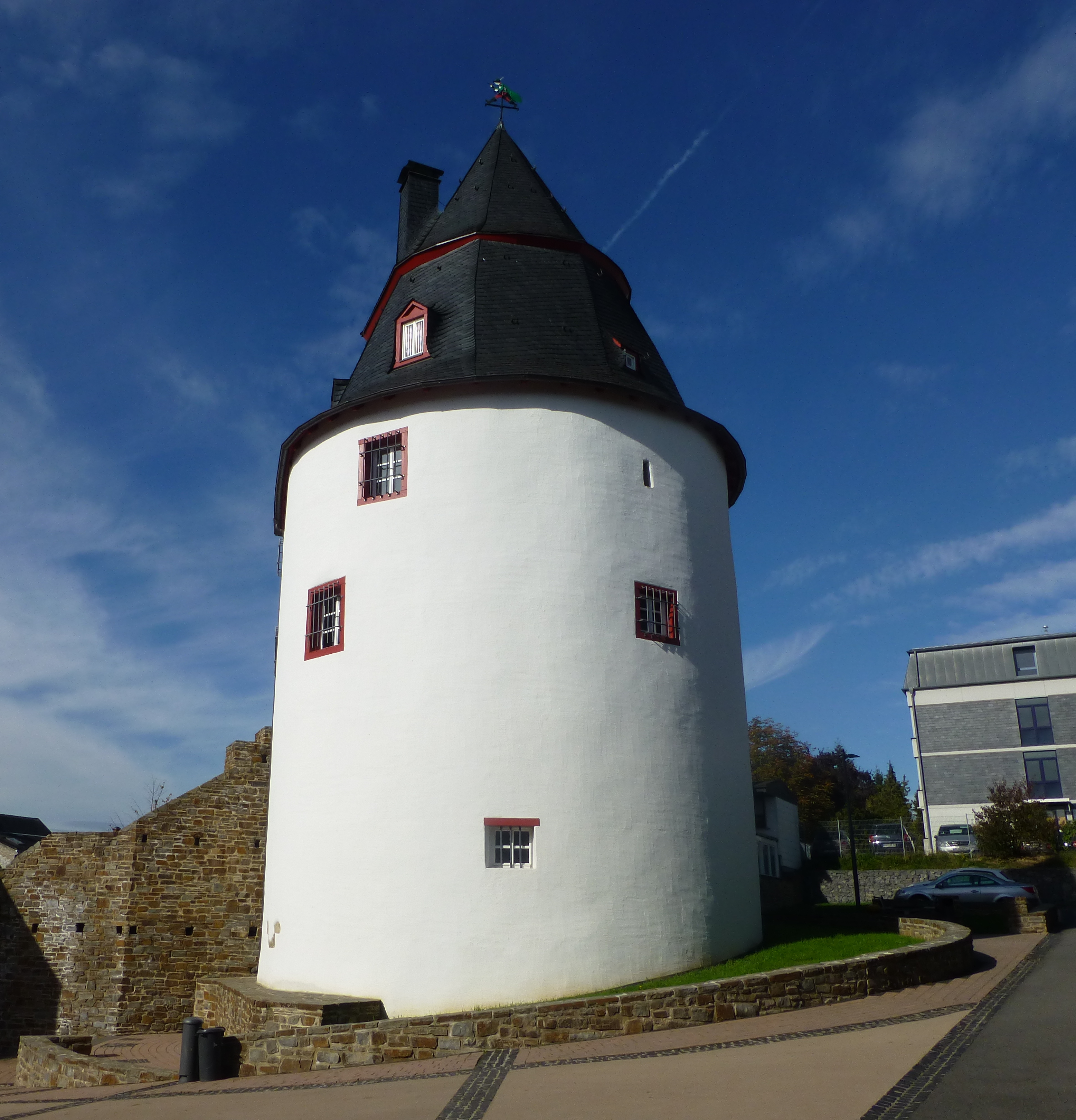
Schinderhannesturm in Simmern

Einige Sehenswürdigkeiten am Schinderhannespfad sind die Burg Kastellaun, das Schloss und der Schinderhannesturm in Simmern sowie das Kloster Ravengiersburg und das Schloss Gemünden.

## Bezüge zu Johannes Bückler
Namensgeber des Wanderwegs ist der unter dem Namen Schinderhannes bekannt gewordene Räuber Johannes Bückler (1779–1803), der mit seiner Bande um 1800 in der Region sein Unwesen trieb. Der Schinderhannespfad hat verschiedene direkte Bezüge zu Bückler, weil dieser im Hunsrück sehr aktiv war. So wurde er nach zahlreichen Vieh- und Pferdediebstählen Ende Februar 1799 gefasst und in den Gefängnisturm in Simmern gebracht, aus dem er in der Nacht vom 19. zum 20. August 1799 wieder fliehen konnte. Der Turm wird deshalb heute Schinderhannesturm genannt.